# Michael B. Cohen
Michael Benjamin Cohen (* 1992; † September 2017) war ein US-amerikanischer Informatiker und Mathematiker.
Cohen besuchte die Montgomery Blair High School mit dem Abschluss 2010 und studierte dann am Massachusetts Institute of Technology mit dem Bachelor-Abschluss 2014. Er arbeitete ein Jahr als Wissenschaftler bei Facebook, erwarb den Master-Abschluss am MIT 2016 und war im Doktorandenprogramm des MIT (am CSAIL). 2017 forschte er bei Microsoft Research und war zum Zeitpunkt seines Todes Gastwissenschaftler (Simons Fellow) am Simons Institute for the Theory of Computing der University of California, Berkeley. Er starb an einer Komplikation von Diabetes (Ketoazidose). 
Er galt als vielversprechendes aufstrebendes Talent in der theoretischen Informatik. Sein bekanntestes Ergebnis ist die Konstruktion in polynomialer Zeit von bipartiten Ramanujan-Graphen für alle Grade und Größen. Deren Existenz war vorher von Daniel Spielman, Nikhil Srivastava und Adam W. Marcus bewiesen worden.
Ein Schwerpunkt seiner Forschung waren Matrix-Probleme und Algorithmen, zum Beispiel war er Teil eines Teams, dass den schnellsten Algorithmus für die Lösung linearer Systeme vom SDD Typ (symmetrisch, Diagonalen-dominiert) fand und er forschte über Matrix-Näherung über Subsampling. Zuletzt befasste er sich mit Online Learning und Online Algorithmen sowie dem K-Server-Problem, einem wichtigen ungelösten Problem der Informatik.

## Schriften
Außer den in den Fußnoten zitierten Arbeiten
- mit Sam Elder und anderen: Dimensionality reduction for k-means clustering and low rank approximation, Proceedings of the Forty-Seventh Annual ACM on Symposium on Theory of Computing 2015, S. 163–172
- mit Yin Tat Lee u. a.: Geometric median in nearly linear time, Proceedings of the 48th Annual ACM SIGACT Symposium on Theory of Computing 2016, S. 9–21